# Jan Schouten (Mathematiker)

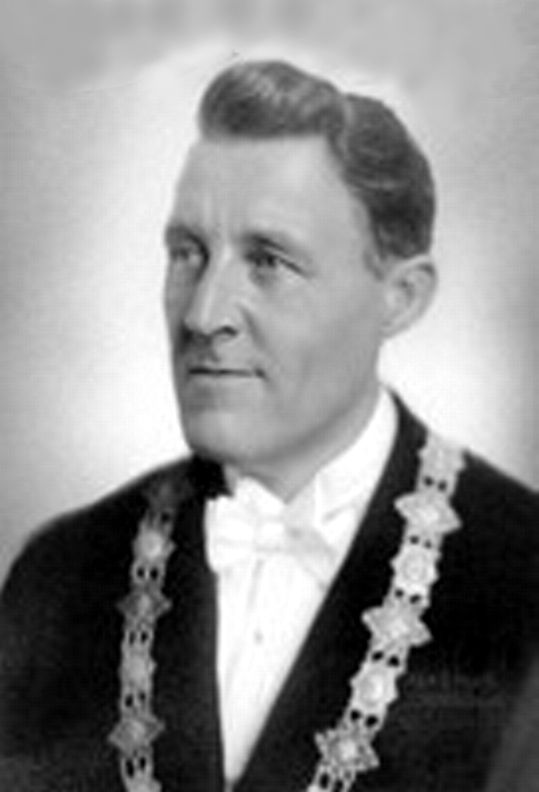
Jan Arnoldus Schouten, 1938/39

Jan Arnoldus Schouten (* 28. August 1883 in Amsterdam (Nieuweramstel); † 20. Januar 1971 in Epe, Niederlande) war ein niederländischer Mathematiker, der sich insbesondere mit der Differentialgeometrie beschäftigte und als einer der Begründer des Tensorkalküls gilt.

## Leben und Werk
Schouten stammte aus einer bekannten Familie von Schiffbauern und studierte Elektrotechnik an der Technischen Hochschule Delft und arbeitete einige Jahre in diesem Beruf. Nach einer Erbschaft, die ihn unabhängig machte, begann er ein Mathematikstudium an der Universität Leiden, wo er 1914 über Tensoranalysis (von ihm „direkte Analysis von Affinoren“ genannt) promoviert wurde. Im gleichen Jahr wurde er Mathematikprofessor in Delft. 1943 trat er von seiner Professur zurück und zog sich zurück (im selben Jahr ließ er sich scheiden). 1948 bis 1953 war er als Professor Direktor des Mathematischen Forschungszentrums in Amsterdam. Schouten war auch ein kluger Investor und verwaltete die Finanzen der niederländischen mathematischen Gesellschaft. Wie andere vor ihm hatte er heftige Auseinandersetzungen mit dem Topologen und Intuitionisten Luitzen Egbertus Jan Brouwer, z. B. über die Herausgabe der Zeitschrift „Compositio Mathematica“.
Schouten baute das von ihm Ricci-Kalkül genannte Gebäude der Tensoranalysis aus und wandte ihn auch in der Physik an (Allgemeine Relativitätstheorie, er schrieb z. B. einen Aufsatz mit dem Kosmologen Alexander Alexandrowitsch Friedmann über vereinheitlichte Feldtheorien und korrespondierte mit Wolfgang Pauli). Er entdeckte 1915 unabhängig von Tullio Levi-Civita den Levi-Civita-Zusammenhang in der riemannschen Geometrie, veröffentlichte seine Entdeckung aber ein Jahr nach Levi-Civita. In einem nachfolgenden Prioritätsstreit nahm sein Landsmann Brouwer sogar gegen ihn Stellung. In den 1920er und 1930er Jahren nahm er nach Hubert Goenner eine zentrale Mittlerrolle zwischen Mathematikern und Physikern in den Albert Einstein und anderen untersuchten Verallgemeinerungen der Relativitätstheorie (Vereinheitlichte Feldtheorien) ein.
Er untersuchte auch projektive und konforme Differentialgeometrie (er entdeckte die Kähler-Mannigfaltigkeiten zwei Jahre vor Erich Kähler).
1922 erschien sein Buch Der Ricci-Kalkül über Tensoranalysis, in der er die eleganteren Methoden von Gregorio Ricci-Curbastro und Levi-Civita verwendete statt seiner anfänglichen sehr umständlichen Notation – Schouten soll später zu Hermann Weyl gesagt haben, er könne den Autor dieser Arbeiten – nämlich seiner frühen Arbeiten zum Tensorkalkül – erwürgen.
Schouten war Präsident des Internationalen Mathematikerkongresses 1954 in Amsterdam. Seit 1933 war er Mitglied der Königlich Niederländischen Akademie der Wissenschaften.
Zu seinen Doktoranden zählten Albert Nijenhuis und Dirk Struik, der Schoutens Ideen besonders in den USA verbreitete. Auch Johannes Haantjes war sein Schüler, Assistent und enger Mitarbeiter.

## Schriften
- Grundlagen der Vektor- und Affinoranalysis. Teubner, Leipzig 1914.
- On the Determination of the Principle Laws of Statistical Astronomy. Kirchner, Amsterdam 1918.
- Der Ricci-Kalkül. Julius Springer, Berlin 1924, englisch 2. Auflage 1954
- mit Dirk Struik: Einführung in die Neuen Methoden der Differentialgeometrie. 2 Bände, Noordhoff, Groningen 1935–38.
- mit W. Van der Kulk Pfaff's Problem and Its Generalizations. Chelsea Publishing Co., New York 1969.
- Tensor Analysis for Physicists. 2. Auflage. Dover Publications, New York, 1989.